# مكتب الاستخبارات البحرية
مكتب الاستخبارات البحرية هو وكالة استخبارات عسكرية التابعة للبحرية الأمريكية تأسست في عام 1882 بشكل أساسي لدفع جهود تطوير البحرية. ويعد المكتب أقدم عضو في المجموعة الاستخباراتية الأمريكية وهو المصدر الوطني الأول للاستخبارات البحرية. ومنذ الحرب العالمية الأولى توسعت مهامه لتشمل المعلومات المباشرة عن التحديثات والنشاطات لقوات البحرية الأجنبية، وحماية الموارد والمصالح البحرية، ومراقبة وصد التهديدات البحرية العارضة، وتزويد البحرية الأمريكية وشركاءها بالدعم التقني والعملياتي والتكتيكي، ومسح البيئة البحرية العالمية.
يوظف المكتب قرابة 3000 شخصا من المدنيين والعسكريين حول العالم ويقع مقره في مركز الاستخبارات البحرية الوطني، سوتلاند، ميريلاند.

## تاريخه
رغم تأديتها دورا نشطا وحاسما في الحرب الأهلية الأمريكية، وقعت البحرية الأمريكية في السنوات اللاحقة بموجة انحدار شديد. قلص النقص في التمويل الفدرالي والفائدة العامة حجم البحرية وهيبتها وتفوقها التكنولوجي، وحين انتشرت السفن المعدنية كانت السفن الأمريكية خشبية بكاملها، وفي نهاية القرن التاسع عشر، أصبحت القوة الأمريكية البحرية متخلفة جدا بالمقارنة مع أوروبا وتقع وراء أقل الأمم تقدما كتركيا العثمانية وتشيلي.
وفي فترة الثورة الصناعية المتسارعة والتجارة المعولمة والتوسع الاستعماري، حملت النظرية العسكرية المسيطرة حينها فكرة أن القوى البحرية أساسية للمصالح التجارية والاستراتيجية للأمة ومصدر هيبة وتوجيه للقوة. وفي ضوء هذه التطورات، أيد ضباط البحرية الأمريكيين والخبراء الاستراتيجيين العسكريين وجود بحرية أكبر وأكثر تقدم تكنولوجي يمكنها أن تحمي الحدود البحرية الواسعة للولايات المتحدة، وتأمين مصالحها التجارية، وتفرض القوة في الخارج. ومن بين الإصلاحيين البارزين كان الملازم البحري ثيودوروس بايلي مايرز ماسون، الذي دعا إلى تأسيس مكتب استخبارات بحرية مخصص لجمع المعلومات عن القوى البحرية الأجنبية وعن آخر العلوم البحرية لإعادة بناء البحرية الأمريكية.
قام ويليام إتش هانت الذي خدم لفترة قصيرة كوزير للبحرية في عهد الرئيس جيمس غارفيلد، بتشكيل لجنة استشارية بحرية كلفت بمهمة إعادة بناء البحرية ورفعها لتوازي المعايير العالمية. وكاستجابة لتوصيات ماسون، أصدر هانت في 23 آذار 1882 القرار العام رقم 292 الذي ينص:
لقد تأسس «مكتب الاستخبارات» هنا في مكتب الملاحة بهدف جمع وتسجيل المعلومات البحرية التي يمكن أن تكون مفيدة للقسم في وقت الحرب كما في السلم.
ولتسهيل هذا العمل، ستجمع مكتبة القسم مع مكتب الاستخبارات وتوضع تحت إشراف رئيس مكتب الملاحة.
يتوجه القادة وباقي الضباط لتمكين أنفسهم من جميع الفرص التي يمكن أن تنشأ، لجمع وإرسال مواد مهنية إلى مكتب الاستخبارات يمكنها أن تخدم الهدف.
سيكون مقر المكتب في الولاية، بناء الحرب والبحرية (الآن بناء المكتب التنفيذي القديم) ويعين مانسون أول رئيس له". وكما كانت الفكرة الأساسية، ساعد مكتب الاستخبارات البحرية في تطوير البحرية  عن طريق إرسال ملاحق بحرية حول العالم لجمع البيانات والمصادر المتعلقة بأحدث ماهناك حول الحروب البحرية. وستحلل هذه البيانات وتفسر وتنشر هذه النتائج إلى القادة البحريين ومسؤولي الحكومة، ليساعدوا في الإعلام عن السياسات والبرامج المتعلقة بتطوير البحرية.

### التوسع
عين اللواء البحري ريموند ب. رودجرز رئيسا للمكتب خلفا لماسون في نيسان 1885. وبالإضافة إلى تكثيف جهود المكتب في البحث والمراقبة للتكنلوجيا في الخارج، كانت فترة تولي رودجرز لأربعة سنوات تُرى بأنها جعلت المكتب شريكا مع وزارة الخارجية الأمريكية في جمع المعلومات عن المصالح الاستراتيجية البحرية كبنما وساموا ومملكة هاواي. كما بدأ المكتب تطوير قدراته في التشفير الأمر الذي بشر بتطوره إلى مكتب استخبارات عسكرية مكتمل.
وفي عام 1890 بعد عام من مغادرة رودجرز منصبه، انتقل المكتب من مكتب الملاحة إلى وزارة البحرية، مما عزز دوره الرئيسي في نمو البحرية وتطورها. وبدأ ظهور مكتب الاستخبارات البحرية كذراع استخباراتي جيد بشكل جديد في الحرب الأمريكية الإسبانية عام 1898. حيث كانت العمليات البحرية حاسمة في النزاع، وكان المكتب مسؤولا عن حماية طاقم البحرية وتزويده بالدعم التكتيكي وتطبيق إجراءات استخباراتية مضادة، لكن تبين الضعف في الجمع الاستخباراتي.
زاد بروز المكتب في عهد الرئيس ثيودور روزفلت الذي كان مساعدا لوزير البحرية ومتحمسا للبحرية. جعلت سياسته الخارجية التوسعية والدور المركزي الذي لعبته البحرية الأمريكية عندها الاستخبارات البحرية أساسية أكثر؛ وقد أدى إبحار الأسطول الأبيض العظيم حول العالم بين عامي 1906 و1907 والذي شمل 16 سفينة حربية حديثة من المعدن، إلى إظهار القوة البحرية الأمريكية حديثة النشوء وأثبت جهود المكتب. وبحلول عام 1911، كانت الولايات المتحدة تبني مدرعات بحرية عظيمة بخطى تتسابق بها دوما مع بريطانيا.
وكان دخول أمريكا في الحرب العالمية الأولى عام 1917 نقطة تحول في تاريخ مكتب الاستخبارات البحرية، وقد كان الرئيس وودرو ويلسون داعيا لأهمية وجود قوة بحرية بالنسبة للدفاع الأمريكي. فشرع الكونغرس تحت إدارته الزيادة الأولى في طاقم المكتب وتمويله، ووسع دوره ليشمل عمليات الأمن الداخلي –أي حماية الموانئ والمرافئ الأمريكية ومنشآت البحرية من اختراق وتخريب الأعداء؛ واستلزم تفويض المكتب غالبا الشراكة مع وزارة الخارجية والحرب والعدل والتجارة والعمل؛ ونتيجة لتزايد حساسية طبيعة عمله، بدأ المكتب الرقابة على الاتصالات الراديوية والبريدية، التي اثبتت أيضا تطوره باعتباره مكتبا استخباراتيا رئيسيا.
وخلال عشرينيات وثلاثينيات القرن العشرين كرست العديد من نشاطات المكتب حول اليابان التي كانت قوة متقدمة جدا ومعادية. حقق المكتب بتحصينات اليابانيين في المحيط الهادئ، وحصل على معلومات الطائرات العسكرية اليابانية وأسلحتها، وتشارك مع قسم الاستخبارات العسكرية الأمريكية ومكتب التحقيقات الفدرالي لمراقبة الخلايا الانغماسية اليابانية ضمن المجتمع الياباني الأمريكي، وقد كان رئيس المكتب اللواء البحري والتر ستراتون أنديرسون يلتقي أسبوعيا نظراءه في الإف بي آي وقسم الاستخبارات العسكرية لجمع ومشاركة المعلومات عن التهديدات الداخلية. وفي عام 1929 قام رئيس العمليات البحرية وليام د لياهي بجعل وظائف المكتب متواصلة بصفته مكتب استخبارات، وقام الرئيس فرانكلن روزفلت عام 1939 بمنح المكتب سلطة كبيرة بمسائل تخص الأمن الداخلي.

### الحرب العالمية الثانية
بعد هجوم اليابانيين على بيرل هاربور عام 1941، ازداد ضغط القلق بشأن نشاط انغماسي بين اليابانيين الأمريكيين؛ فكلف مكتب الاستخبارات البحرية كينيث رينغل وهو ضابط استخبارات مساعد في قسم الاستخبارات للمنطقة البحرية الحادية عشرة في لوس أنجيلوس، بالقيام بتحقيق شامل عن المقيمين من اليابانيين الأمريكيين؛ وقد وجد أدلة قليلة عن انغماسيين يابانيين أمريكيين، وفي تقريره الأخير للرئيس روزفلت نصح بتجنب الاحتجاز الجماعي، وهي وجهة نظر اشترك فيها معظم مسؤولي مكتب الاستخبارات البحرية، لكنها كانت متجاهلة بشكل كبير من قبل الجيش ووزارة الحرب.
شهدت الحرب العالمية الثانية توسعا جديدا لمهمات المكتب وزيادة لاحقة بميزانيته وطاقمه؛ كما أسس المكتب مدرسة استخباراتية دربت مئات من ضباط الاستخبارات لصالح البحرية. وقد وفر فرع النشاطات الخاصة معلومات استخباراتية حساسة عن تكنولوجيا الغواصات والعمليات والتكتيكات الألمانية التي أثبتت كم هي حاسمة في معركة الأطلسي؛ وزود المكتب القوات الأمريكية بأدلة التعرف على الطائرات والسفن، وزودهم بخبراء بالصور لتحديد مراكب العدو، وساعد في تخطيط مهمة البحرية، وكان مسؤولا عن الترجمة والتقييم ونشر الاتصالات اليابانية التي يتم اعتراضها.

### الحرب الباردة
في حين تم تقليص حجم بعض أقسام البحرية بعد الحرب، أكد قائد أسطول البحرية الأمريكية اللواء شيستر نيميتز قوة مكتب الاستخبارات البحرية المستمرة، والذي أثبت أهميته خلال الحرب الباردة؛ ووسع وزير البحرية جيمس فوريستال تفويض المكتب ليشمل التحقيق بالقضايا الجنائية الكبرى. وفي عام 1946، تم تشكيل قسم الاستخبارات العملياتي لتزويد قادة الأسطول بتحليل فوري للنشاطات البحرية ومواقع القوى البحرية الأجنبية، وتحديدا البحرية السوفيتية. وأسس مكتب الاستخبارات العملياتي الخاص بالبحرية عام 1957 لتقديم استخبارات إرشادية متطورة ومعلومات متزامنة عن نية القوى المعادية.
كما قام المكتب بجهد مركز لتحسين موارده التقنية والعلمية، ونوّع طاقمه ليعكس طيفا واسعا من الخبرات. تأسس مركز الاستخبارات العلمية والتقنية البحرية عام 1968 ودمج بعدها بفترة قصيرة ضمن مركز الاستطلاع والدعم التقني. وكاستجابة للتهديدات التي تفرضها الغواصات السوفيتية المزودة بأسلحة نووية، طور مكتب الاستخبارات البحرية نظام المراقبة الصوتي ونظام معلومات مراقبة المحيط، الذي يسمح للولايات المتحدة برصد وردع هذه التهديدات.